# Résolution 445 du Conseil de sécurité des Nations unies
Membres permanents
- Chine
- États-Unis
- France
- Royaume-Uni
- URSS

Membres non permanents
- Bangladesh
- Bolivie
- Gabon
- Jamaïque
- Koweït
- Nigéria
- Norvège
- Portugal
- Tchécoslovaquie
- Zambie

Résolution no 444 Résolution no 446
La résolution 445 du Conseil de sécurité des Nations unies est adoptée le 8 mars 1979. 
Après avoir rappelé les résolutions 253, 403, 411, 423, 424 et 437, et entendu les observations de différents pays, le Conseil de sécurité exprime sa préoccupation face aux opérations militaires menées par le "régime illégal" contre des pays limitrophes de la Rhodésie du Sud. Le Conseil s'indigne également des exécutions et condamnations de personnes soumises à des lois répressives.
Le Conseil exprime de nouveau sa préoccupation concernant les États membres qui doivent envoyer des observateurs aux "prétendues élections (en)" d'avril 1979, dont le Conseil ne reconnaîtra pas le résultat. Le Conseil félicite également l'Angola, le Mozambique, la Zambie et d'autres États pour leur soutien au peuple zimbabwéen, encourageant les autres États membres à apporter également leur soutien.
En conclusion de la résolution, le Conseil propose d'étendre et d'élargir les sanctions internationales contre la Rhodésie du Sud, demandant au comité créé par la résolution 253 d'envisager de nouvelles mesures et de lui faire un rapport avant le 23 mars 1979.
La résolution est adoptée par 12 voix contre zéro, avec les abstentions de la France, du Royaume-Uni et des États-Unis.